# Радомка (река)
Радо́мка (пол. Radomka) — река в Польше в Мазовецком воеводстве.
Длина реки 106 км. Истоки реки находятся у городка Пшисуха. Для охраны лесных сообществ у истока реки в 1978 году организован резерват «Лес у истока реки Радомка» (пол. Puszcza u źródeł Radomki). Протекает по равнинной местности, впадает в Вислу слева.
В среднем течении реки в 2001 году создано Доманевское водохранилище площадью 5 км², которое по размерам находится на третьем месте в Мазовецком воеводстве.
Воды реки загрязняются преимущественно недостаточно очищенными коммунальными стоками города Пшисуха и села Радомия. В 1990-х годах до постройки станции биологической очистки около Родимии содержание фосфатов и нитритного азота в реке в несколько раз превышало допустимые нормы.
Основные притоки — Млечна, Ленива.